# رابین کهر
رابین کهر (انگلیسی: Robin Kehr؛ زادهٔ ۲۲ فوریهٔ ۲۰۰۰) بازیکن فوتبال اهل آلمان است.
وی همچنین در تیم‌های ملی فوتبال جوانان آلمان و جوانان آلمان بازی کرده‌است.